# Constellation familiale

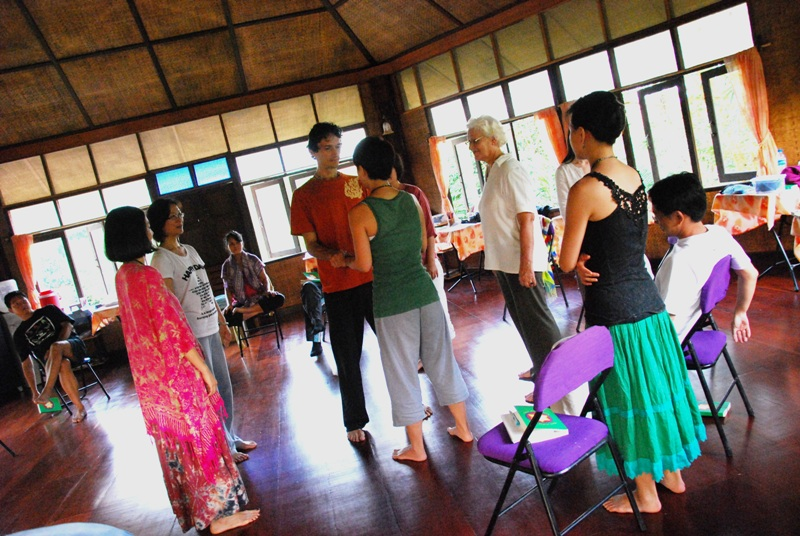
Une séance de «constellation familiale».

La constellation familiale et systémique est une méthode pseudoscientifique de thérapie familiale transgénérationnelle développée dans les années 1990 par Bert Hellinger, ancien prêtre et psychothérapeute allemand par le biais de jeux de rôles et de psychodrames qui auraient le pouvoir de résoudre les conflits. Bert Hellinger a découvert cette méthode auprès de Théa Schönfelder, il s'est aussi inspiré des travaux d'Éric Berne sur l'analyse transactionnelle et les scénarios de vie. 
La constellation familiale n'ayant aucune définition institutionnelle, un grand nombre de pratiques sans lien entre elles peuvent être proposées par des individus sous cette bannière. La méthode n'est pas reconnue par La Fédération française de psychothérapie et de psychanalyse (FF2P). 
Selon la Mission interministérielle de vigilance et de lutte contre les dérives sectaires (MIVILUDES), elle fait partie de la longue liste de techniques de soin et de bien être non évaluées ou rattachées à des théories repérées comme présentant un danger pour ceux qui la pratiquent. 

## Origines
L'expression « constellation familiale » existait avant cet usage particulier par Bert Hellinger, pour désigner, chez certains auteurs, la structure familiale. 

## Définition et objectif de la méthode de Hellinger

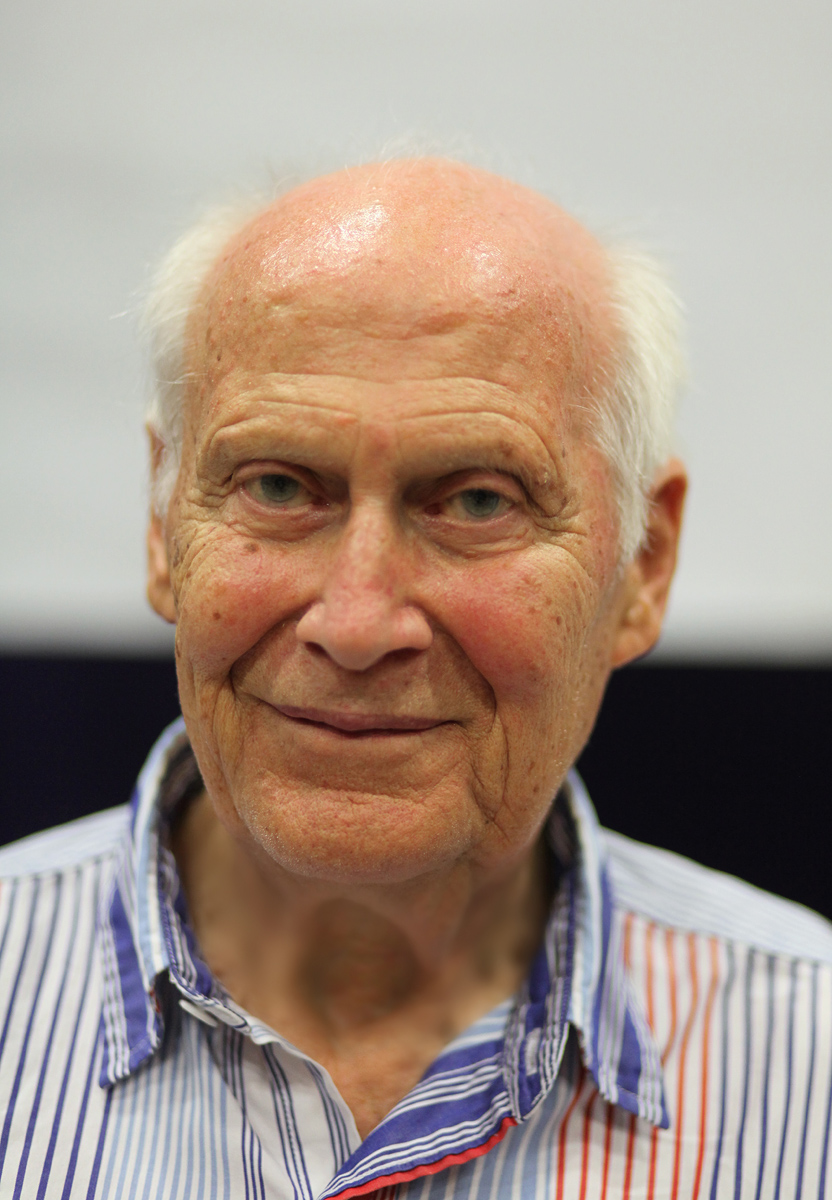
Bert Hellinger.

Selon Bert Hellinger, le terme « constellation » (en allemand Aufstellung) est un « raccourci de traduction », la bonne expression serait « poser la famille dans l’espace » (en allemand Familienaufstellung). Selon cette théorie, semblable à la psychogénéalogie, nos comportements, malaises, maladies seraient des reflets de conflits non réglés des générations précédentes. Dans cette perspective, nous faisons partie d'un système familial constitué de nos parents, frères et sœurs, conjoint(s), enfants, ainsi que les générations antérieures et toutes personnes qui ont pu être impliquées dans le destin de notre famille. 
Les constellations familiales se présentent comme une thérapie brève dont l'objectif affiché est de rétablir l'ordre dans le système familial et de permettre à chaque membre d'assumer la charge des responsabilités qui lui incombent et de réintégrer sa place par la mise en lumière des événements que l'on croit oubliés et des implications cachées. Dans une session de groupe, les personnes choisies comme représentants des membres du système, vont parfois ressentir des émotions intenses, qui sont interprétées, de façon magique alors qu'ils ne connaissent pas les personnes concernées, comme une indication sur ce qui a pu se jouer dans le passé ou se joue dans le présent, entre ces êtres. Une fois le problème mis en lumière, il pourrait alors être réparé par des gestes ou des paroles précises qui soulagent les malaises et font évoluer le système vers une plus grande harmonie. L'acceptation du passé, comprise comme reconnaissance d'une infraction contre l'ordre naturel, tendrait à dispenser la personne et sa famille de reproduire les mêmes schémas et permettrait l'émergence d'une vision nouvelle du système.
L'objectif est de résoudre des « intrications », des identifications avec des ascendants. Par amour pour le système familial, un descendant, par son comportement, veut rappeler à la conscience familiale une personne « exclue » du système, une personne dont le destin n'a pas été accepté. Ce système familial est large, il comprend aussi les partenaires précédents des parents, les victimes ou les persécuteurs, les camarades de combat ou de captivité des membres de la famille.

## Méthode
Pour dénouer l'intrication et réintégrer la personne inconsciemment exclue, cette méthode utilise certains participants de la séance comme des représentants du système familial en question, sous la forme d'un jeu de rôles. Ainsi, un membre (dit constellé) qui veut dénouer une intrication choisira dans le groupe des personnes représentant des membres, suggérés par le constellateur, de son système familial (lui-même, mère, père, grands-parents, oncles et tantes, fratrie, etc.) qui les représenteront. Il les placera dans l'espace puis ira s'asseoir et demeurera spectateur. Les représentants suivent alors leur mouvement spontané sur lesquels s'appuiera le thérapeute pour réintégrer la personne exclue à l'aide de phrases réparatrices ou du placement d'autres personnes. À la fin de la séance de constellation, quand la solution est apparue, le constellé reprend la place de son représentant et est invité à « prendre l'image finale ».

## Critiques
La méthode ainsi que les praticiens et l'initiateur, Bert Hellinger sont critiqués sur différents aspects :
- Cette méthode ferait appel à des facultés médiumniques (sic)[3] des participants sans qu'ils en soient toujours concrètement avertis au préalable. En réalité, aucune telle faculté n'est requise - simplement l'écoute de son corps et de ses ressentis.
- La méthode d'accréditation des praticiens n'est pas précisément définie et fixée[3],[4]
- Certains praticiens affirment que ces procédés peuvent résoudre des troubles profonds dans la vie des sujets en une seule séance, ce qui paraît invraisemblablement court pour les défenseurs d'autres méthodes[5]. En réalité, les fondateurs ne tiennent pas de tels propos. Chaque constellation met en mouvement la personne - jusque où, cela dépend d'elle-même, de la complexité de la situation ou de ce qu'elle a pu travailler avant.
- Hellinger prétend que les pères commettant l'inceste contre leur fille le feraient parce que leurs épouses se refusent à eux sexuellement[6]. Certains articles et ouvrages expliquent que des victimes d'abus sexuels et notamment d'inceste seraient incitées à nier leur statut de victime et à pratiquer une sorte de rituel de remerciement à genoux devant le « représentant » de la personnalité familiale abusive pour résoudre le problème[7],[8].
- Hellinger défend le modèle patriarcal de la famille[9],[6], les constellations familiales confrontées à un problème matriarcal auront tendance à conclure que l'épouse a été désobéissante envers son mari[8]. En réalité, il ne défend pas de tel modèle et c'est une explication réductrice de la complexité de sa pensée.
- Selon l'auteur et journaliste allemande Beate Lakotta, la méthode « autoritaire » est un « mélange de jeu de rôles ésotérique et d'idéologie réactionnaire » fondée sur des « théories scientifiquement sans valeur »[3].

L'école Hellinger est la seule école pour laquelle les fondateurs valident la qualité de la formation sur les constellations familiales.

### Dérives
- La MIVILUDES (Mission interministérielle de vigilance et de lutte contre les dérives sectaires) considère les constellations familiales comme une pratique à risque dans certains contextes. Elle ne les classe pas systématiquement comme une dérive sectaire, mais elle met en garde contre les dangers potentiels liés à leur utilisation, notamment lorsqu'elles sont proposées par des praticiens non qualifiés ou dans des cadres mal encadrés. Cette méthode, développée par Bert Hellinger, fait partie des techniques de soin et de bien-être non conventionnelles qui ne reposent pas sur des bases scientifiques validées. Elle souligne que les constellations familiales peuvent présenter des risques pour les participants, notamment en raison de leur caractère parfois ésotérique ou médiumnique, et de l'absence de régulation ou de formation officielle reconnue. Dans ses rapports, comme celui de 2008, elle a alerté sur des dérives possibles, telles que la manipulation psychologique, l'exploitation de personnes vulnérables ou l'incitation à des ruptures familiales injustifiées, par exemple en suggérant des interprétations douteuses de traumatismes transgénérationnels. La MIVILUDES recommande donc la prudence : elle conseille de vérifier les qualifications des praticiens et de se méfier des promesses de guérison rapide ou miraculeuse, qui peuvent être un signe d'abus de faiblesse[10],[11].
- L'UNADFI souligne des dévires touchant à la justification de l'inceste[12] ou l'abandon de soins vitaux[13].
- En 2020, un projet artistique de Pierre Redon intitulé « Le Son et le Soin » avec des lycéens d'un lycée professionnel dans la Creuse. Informé, l'inspecteur d'académie a fait annuler l'opération en découvrant que celui-ci promouvait des pratiques médicales sans fondement scientifique tels que les constellations familiales ou la reprogrammation cellulaire à travers la tenue de « cérémonies des chakras » et autres « réharmonisations » des centres énergétiques des lycéens[14],[15].

## Dans la fiction
- Dans le roman Les impliqués de Zygmunt Miłoszewski (adapté en film du même nom), un meurtre est commis durant une séance de thérapie par constellation familiale.
- Dans la Série Netflix Le Chemin de l'Olivier, le personnage de Sevgi entre en contact avec Zamman, animateur en constellation familales de groupe, qui lui permet de prendre en compte certains aspects de sa vie. On y aborde également la pratique des constellations en individuel (Saison 2).